# Jan Schaper
Johan Hendrik Andries (Jan) Schaper (Groningen, 12 februari 1868 – Voorburg, 31 augustus 1934) was een Nederlandse publicist en politicus.

## Leven en werk
Schaper ging al op jonge leeftijd aan het werk en was winkelbediende en later huisschildersgezel. Na een bedrijfsongeval in 1884 kwam hij tijdens zijn herstelperiode van bijna twee jaren in aanraking met de Sociaal-Democratische Bond (SDB) en werd hij lid van de plaatselijke afdeling in Groningen. Schaper volgde in die tijd tekenlessen aan Academie Minerva in zijn geboorteplaats. Hij werd actief propagandist voor het socialisme. In 1889 werd hij secretaris van de SDB. Kort daarna (in 1890) werd hij ontslagen vanwege zijn politieke activiteiten. Hij gaf vanaf 1890 diverse socialistische (week)bladen uit. Hij publiceerde gedichten onder de pseudoniemen Arago en Een Arbeider.
Schaper was samen met elf anderen, onder wie Pieter Jelles Troelstra en Willem Vliegen, medeoprichter van de Sociaal-Democratische Arbeiderspartij (SDAP) in 1894. Zij werden later wel de twaalf apostelen genoemd. Van 1894 tot 1913 was hij secretaris van de SDAP, hij was ook enige tijd (waarnemend) fractievoorzitter van de partij. In 1897 werd Schaper lid van de gemeenteraad van Groningen. Dit was de eerste zetel die een sociaal-democraat in een gemeenteraad in Nederland won. Een jaar later werd hij lid van de Provinciale Staten van Groningen. Hij was van 1899 tot aan zijn dood in 1934 lid van de Tweede Kamer. In 1905 verhuisde hij naar het westen van het land.
Tijdens de Eerste Wereldoorlog was Schaper lid van het bestuur van de Nederlandsche Anti-oorlogsraad (NAOR), hoofd Groentecentrale en hoofd Fruitcentrale. Na de oorlog was hij onder meer lid van de Hoge Raad van Arbeid (vanaf 1919), lid van de Provinciale Staten van Zuid-Holland (1919–1931) en lid van de Gedeputeerde Staten van Zuid-Holland (1926–1931).
Schaper overleed in 1934 in zijn woonplaats Voorburg. Hij werd begraven in Groningen op de begraafplaats Esserveld. Zijn grafmonument werd gemaakt door Willem Valk.

## Trivia
Schaper was een van de weinigen die de nieuwe minister-president De Meester in 1905 kenden, omdat hij weleens bij hem het plafond had geschilderd.

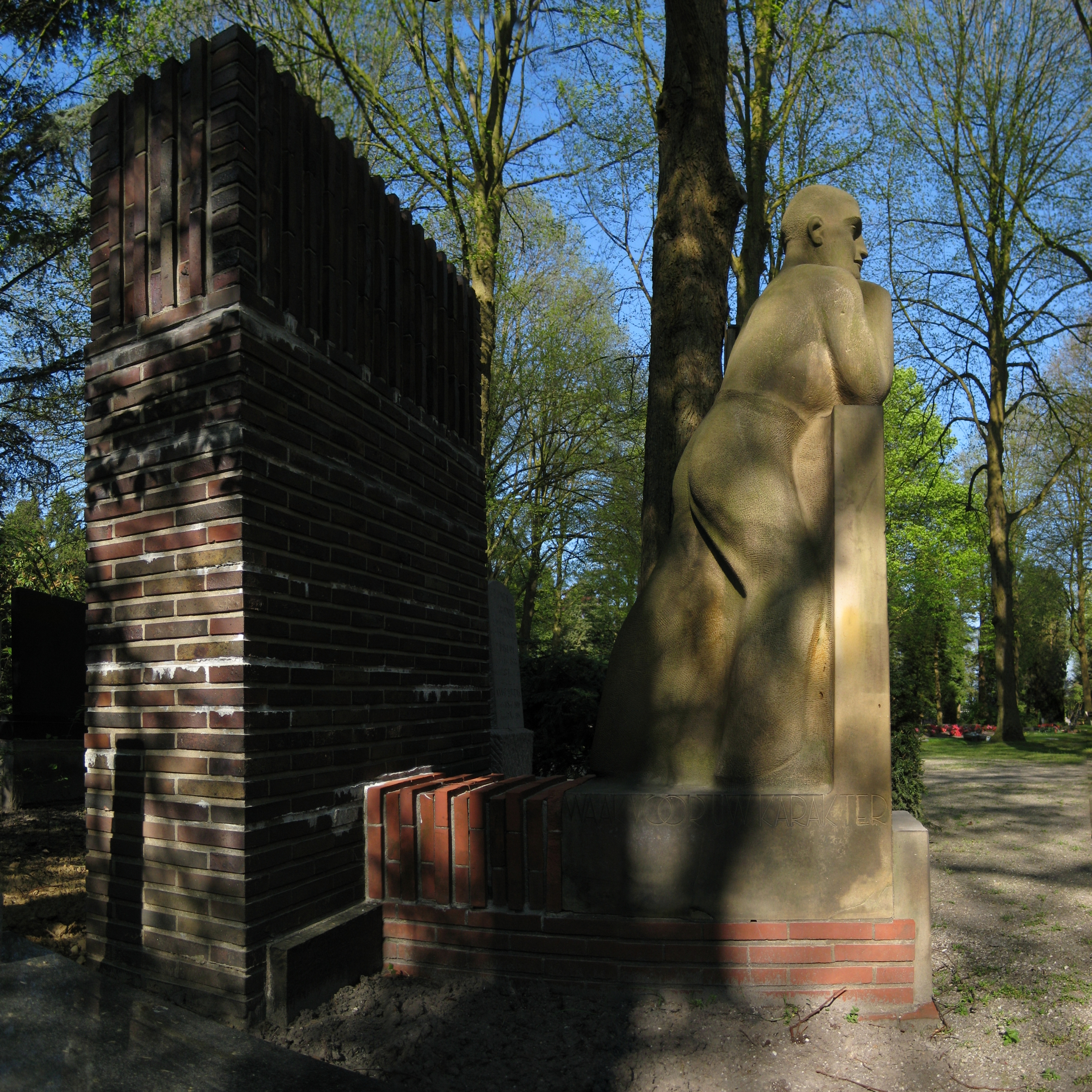
Het graf van Jan Schaper op de begraafplaats Esserveld in Groningen in 2009. Het grafmonument werd gemaakt door de Groninger beeldhouwer Willem Valk.

Levie Cohen ·
Jan Fortuijn ·
Adriaan Gerhard ·
Frank van der Goes ·
Willem Helsdingen ·
Henri van Kol ·
Henri Polak ·
Jan Schaper ·
Hendrik Spiekman ·
Pieter Jelles Troelstra ·
Helmig Jan van der Vegt ·
Willem Vliegen
- Biografisch Portaal: 14905817
- Digitale Bibliotheek voor de Nederlandse Letteren: scha202
- Gemeinsame Normdatei: 173144705
- International Standard Name Identifier: 0000 0001 4068 4687
- Library of Congress Control Number: n2015010169
- Nederlandse Thesaurus van Auteursnamen: 072895586
- Parlement.com: vg09ll74svz0
- Système universitaire de documentation: 094647739
- Virtual International Authority File: 190952910
- WorldCat: E39PBJyt3X7g6GJVcP9fDVtqcP